# Pierce Point Ranch

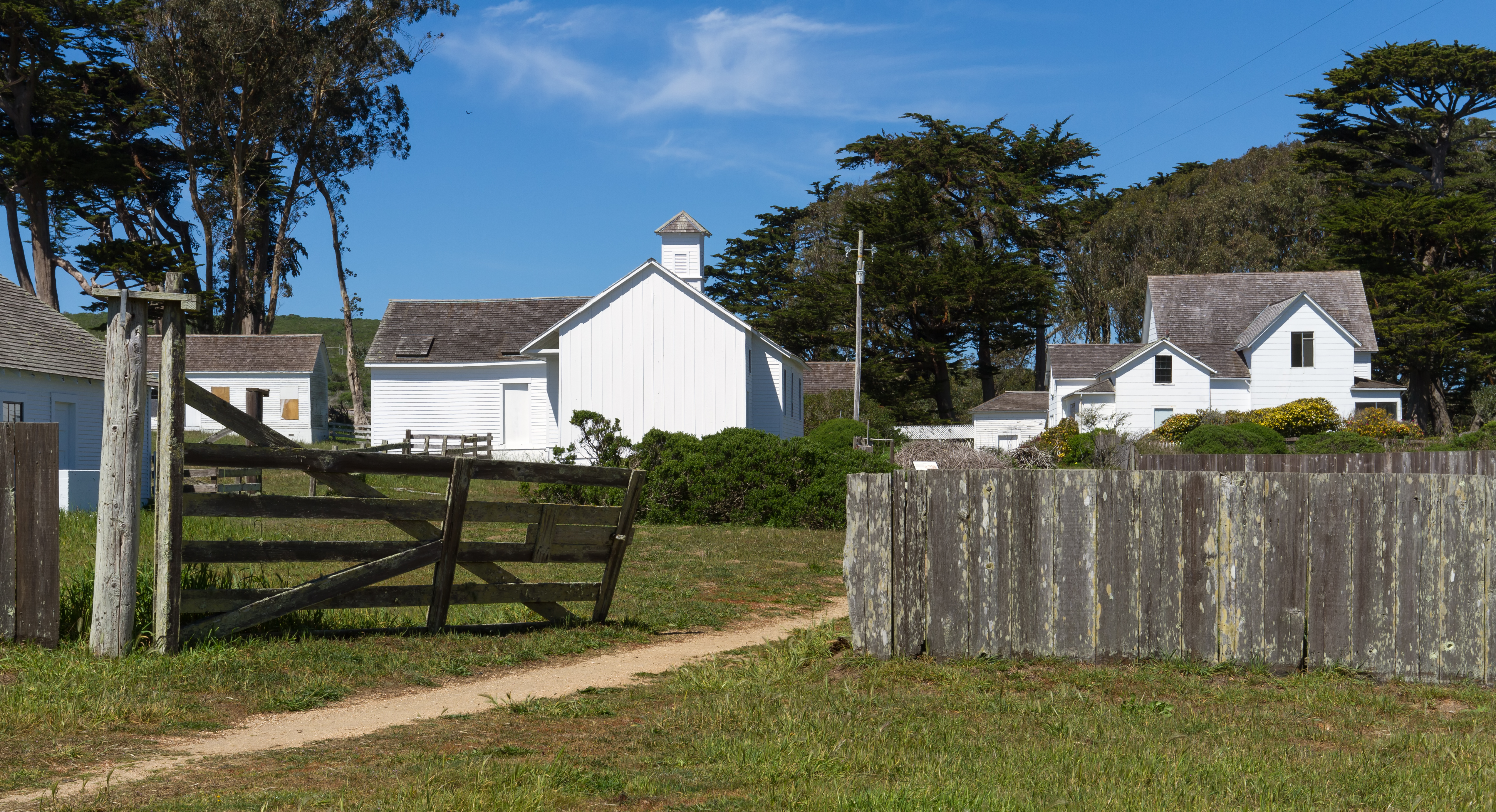
Pierce Point Ranch von Süden aus gesehen

Pierce Point Ranch (auch Pierce Ranch) ist ein ehemaliger Milchviehbetrieb in Marin County, Kalifornien. Der Betrieb wurde in den 1860er Jahren von Solomon Pierce aufgebaut und gehörte im 19. und frühen 20. Jahrhundert zu einer Reihe von Ranches, die das im Süden gelegene San Francisco mit Milchprodukten versorgte. Die Ranchgebäude liegen rund 5 Kilometer südlich von Tomales Point im heutigen Schutzgebiet Point Reyes National Seashore. Die Anlage gilt als besterhaltenes Beispiel für eine Milchfarm in West Marin aus dem 19. Jahrhundert und wurde am 6. Dezember 1985 als Historic District in das National Register of Historic Places aufgenommen. Sie dient heute zur Wiederansiedlung des Tule-Wapiti, einer Mitte der 1870er Jahre nahezu ausgerotteten Unterart der Wapitis.

## Lage und Beschreibung

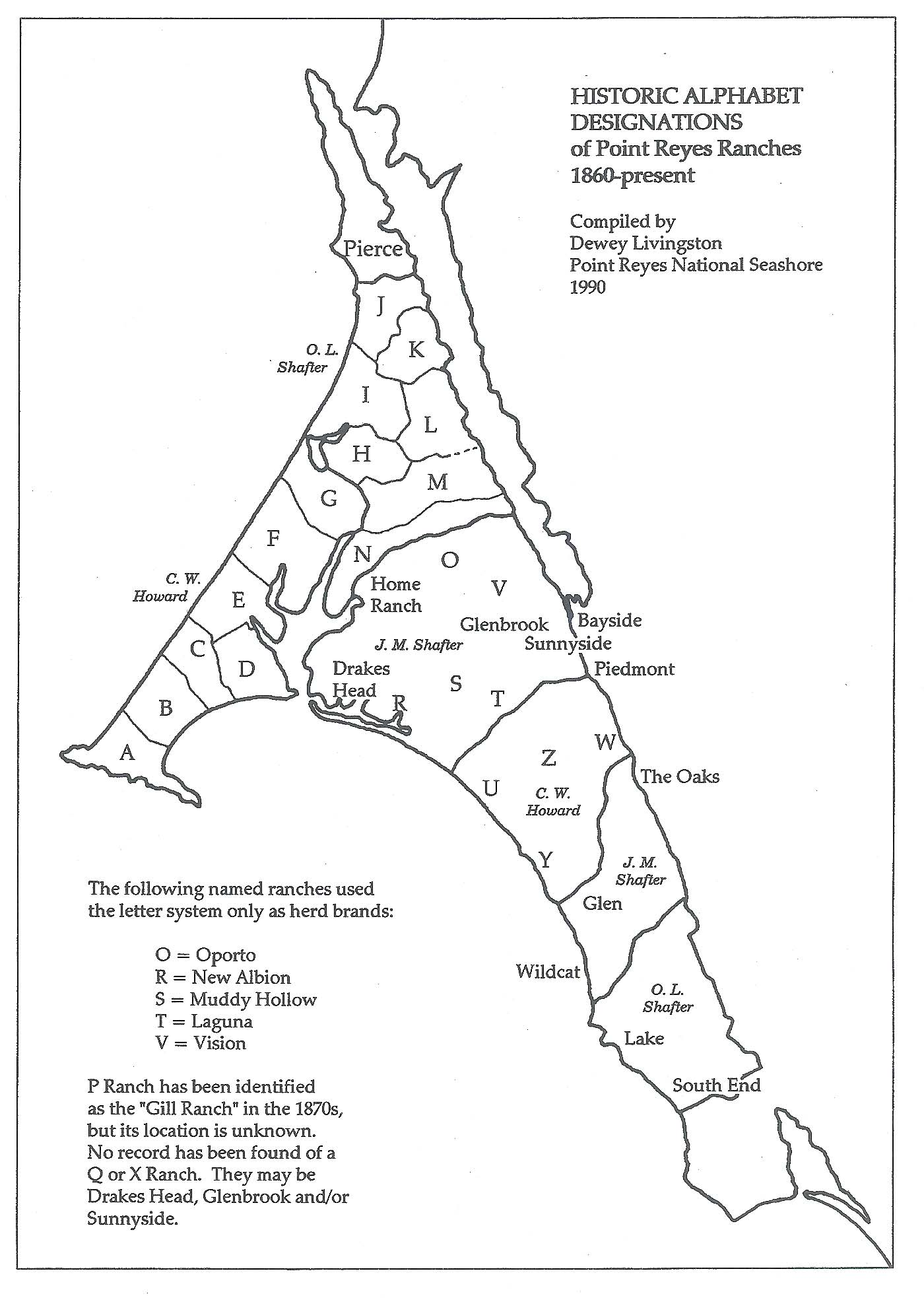
Karte der Point Reyes Ranches. Pierce Point Ranch liegt an der nördlichen Spitze der Point-Reyes-Halbinsel.

Das zu Pierce Point Ranch gehörende Weidegebiet bildet die nördliche Spitze der Point-Reyes-Halbinsel. Im Westen grenzen die Ländereien an die Steilküste des Pazifischen Ozeans, im Osten werden sie von der zur Tomales Bay abfallenden Küstenlinie umgrenzt. Die Ranchgebäude selbst liegen in einer Schlucht am südlichen Ende des zum Betrieb gehörenden Gebietes und werden sowohl im Norden als auch im Süden von Hügeln eingerahmt.
Die heute erhaltenen Gebäude umfassen das zweistöckige Wohnhaus, eine Badekaue, ein Schulhaus, verschiedene Schuppen, eine Scheune zur Lagerung von Heu, einen Pferdestall, zwei Molkereigebäude, Hühner- und Schweineställe, eine überdachte Zisterne, Werkstattgebäude, sowie mehrere Schlafbaracken für die Ranchmitarbeiter (engl. bunkhouses). Zum Schutz vor Wind werden die Gebäude an mehreren Seiten von Monterey-Zypressen und anderen Bäumen umschlossen.
Als Ausgangspunkt für den Tomales Point Trail, einem Wanderweg zur Nordspitze der Halbinsel, wird die Ranch ganzjährig von Wanderern und Touristen besucht und bietet diesen kostenlose Parkplätze südlich der Ranchgebäude. Besucher können über Hinweistafeln Näheres über die Geschichte und ehemalige Nutzung der einzelnen Gebäude lernen.

## Geschichte

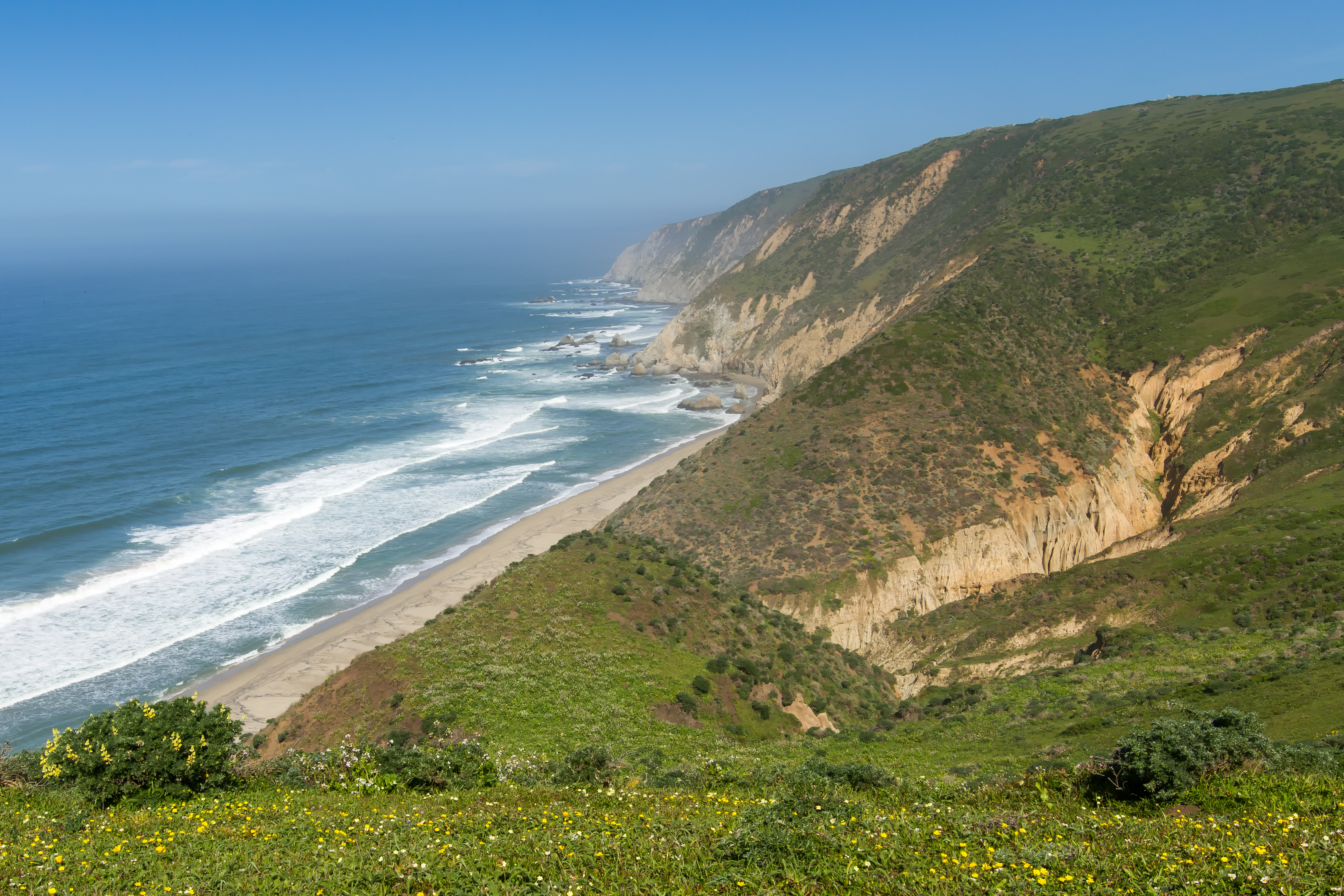
Typische Graslandschaft an der Pazifikküste südlich von Tomales Point

Pierce Point Ranch wurde in den 1860er Jahren von Solomon Pierce als Milchviehbetrieb aufgebaut. Pierce fand auf der Point-Reyes-Halbinsel ideale Bedingungen für die Milchproduktion vor. Das Klima auf der Halbinsel ist relativ kühl und feucht und deren nördliche Spitze ist von der offenen Graslandschaft der California coastal prairie geprägt. Pierce konnte zudem davon profitieren, dass die Bevölkerung von San Francisco in den Jahrzehnten nach Beginn des Goldrausches sprunghaft zunahm und er damit einen wachsenden Absatzmarkt bedienen konnte.
Pierce Point Ranch war schon nach wenigen Jahren so erfolgreich, dass Solomon Pierce einen zweiten Gebäudekomplex errichtete. Diese zweite Ranch wurde als „Lower Pierce Point Ranch“ bezeichnet und existiert heute nicht mehr; nach ihrer Gründung wurde die heutige Ranch zwischenzeitlich als „Upper Pierce Point Ranch“ bezeichnet.
Die auf Pierce Point Ranch gewonnene Milch wurde noch auf dem Betrieb weiterverarbeitet, da im 19. Jahrhundert noch keine geeigneten Kühlmöglichkeiten bestanden, die einen Transport des unverarbeiteten Produkts nach San Francisco ermöglicht hätten. In speziellen Pfannen wurde Rahm gewonnen, der noch vor Ort zu Butter weiterverarbeitet wurde. Die übriggebliebene entrahmte Milch wurde an Schweine verfüttert. Ihren Absatzmarkt in San Francisco erreichten die Produkte der Pierce Point Ranch in der ersten Zeit auf kleinen Schonern über den Seeweg. Erst später wurde die Straße gebaut, die heute südlich nach Inverness führt.
Nachdem Solomon Pierce und seine Nachfahren die Ranch seit den 1880er Jahren verpachtet hatten, verkauften sie den Betrieb Mitte der 1930er Jahre an die Familie McClure. Im Jahr 1973 wurde die Produktion eingestellt und nur drei Jahre später wurde die Ranch als Teil der Phillip Burton Wilderness im Rahmen des Point Reyes National Seashore unter besonderen Schutz gestellt.

## Heutige Nutzung

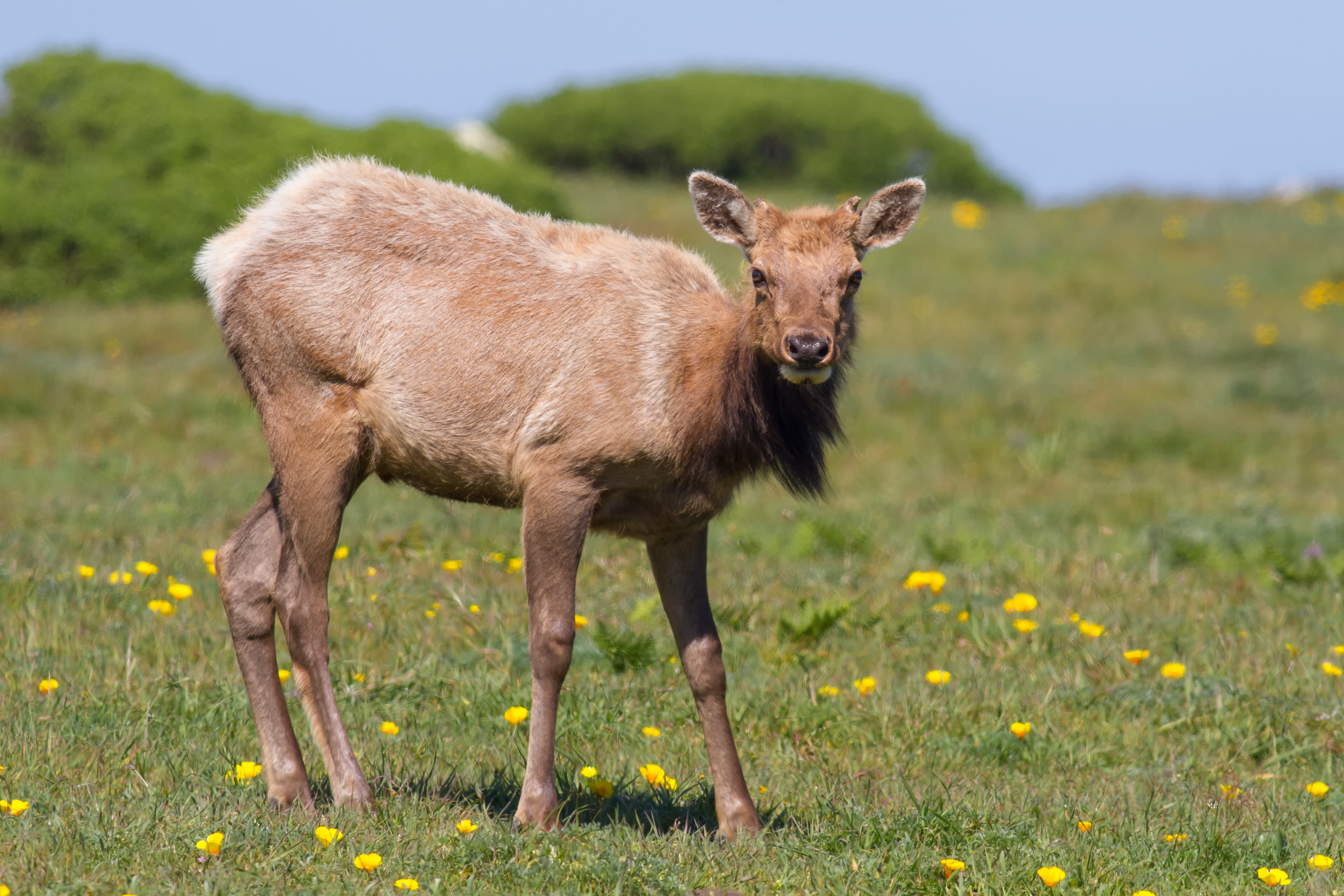
Tule-Wapiti auf der Pierce Point Ranch nahe Tomales Point

Neben der Nutzung als Ausflugsziel für Wanderer und Touristen ist die Pierce Point Ranch heute eines der Gebiete in Kalifornien, die für die Wiederansiedlung des Tule-Wapiti (Cervus canadensis nannodes) genutzt werden. Die Unterart der nordamerikanischen Wapitis war vor Ankunft der europäischen Siedler in weiten Teilen Kaliforniens verbreitet und Mitte der 1870er Jahre nahezu ausgerottet. Nachdem sich die Bestände durch Schutzmaßnahmen in anderen Teilen Kaliforniens schrittweise erholt hatten, wurde die Unterart 1971 offiziell unter Schutz gestellt. Im Jahr 1978 wurden zehn Exemplare auf dem Gebiet der Pierce Point Ranch angesiedelt. Im Jahr 1998 erreichte die auf diese Weise gebildete Herde erstmals einen Bestand von 500 Tieren und gehört zu jenem Zeitpunkt zu den größten der insgesamt 22 Herden im Bundesstaat. Zwischen 2012 und 2014 verringerte sich der Bestand der Tiere auf der Pierce Point Ranch von 540 Exemplaren auf 286 Exemplare. Während die Parkverwaltung diesen Rückgang auf die seit 2011 anhaltende Dürre in Kalifornien zurückführte, wies das Center for Biological Diversity, eine Non-Profit-Organisation mit Sitz in Tucson, Arizona, auf den Umstand hin, dass die Bestände der Tule-Wapitis in anderen Teilen Kaliforniens im gleichen Zeitraum gewachsen sind. Den Grund für den Bestandsverlust sahen die Mitarbeiter des Centers for Biological Diversity stattdessen in der Einzäunung der Tiere auf der Pierce Point Ranch und der damit verbundenen Tatsache, dass in dem eng umgrenzten Gebiet keine ausreichenden Süßwasservorräte für die Tule-Wapitis zur Verfügung standen. Andererseits wurde bereits Anfang der 1990er Jahre die ökologische Tragfähigkeit des Gebietes auf rund 140 Tiere geschätzt, so dass auf der Ranch seit inzwischen mehreren Jahrzehnten eine Überpopulation lebt und Populationszusammenbrüche zu erwarten sind. Die Bestandsabnahme von 2012/13 war auch nicht die erste, weshalb 1998 ein aktives Bestandsmanagement erlaubt, aber aufgrund verschiedener Einflüsse nie umgesetzt wurde.

## Galerie

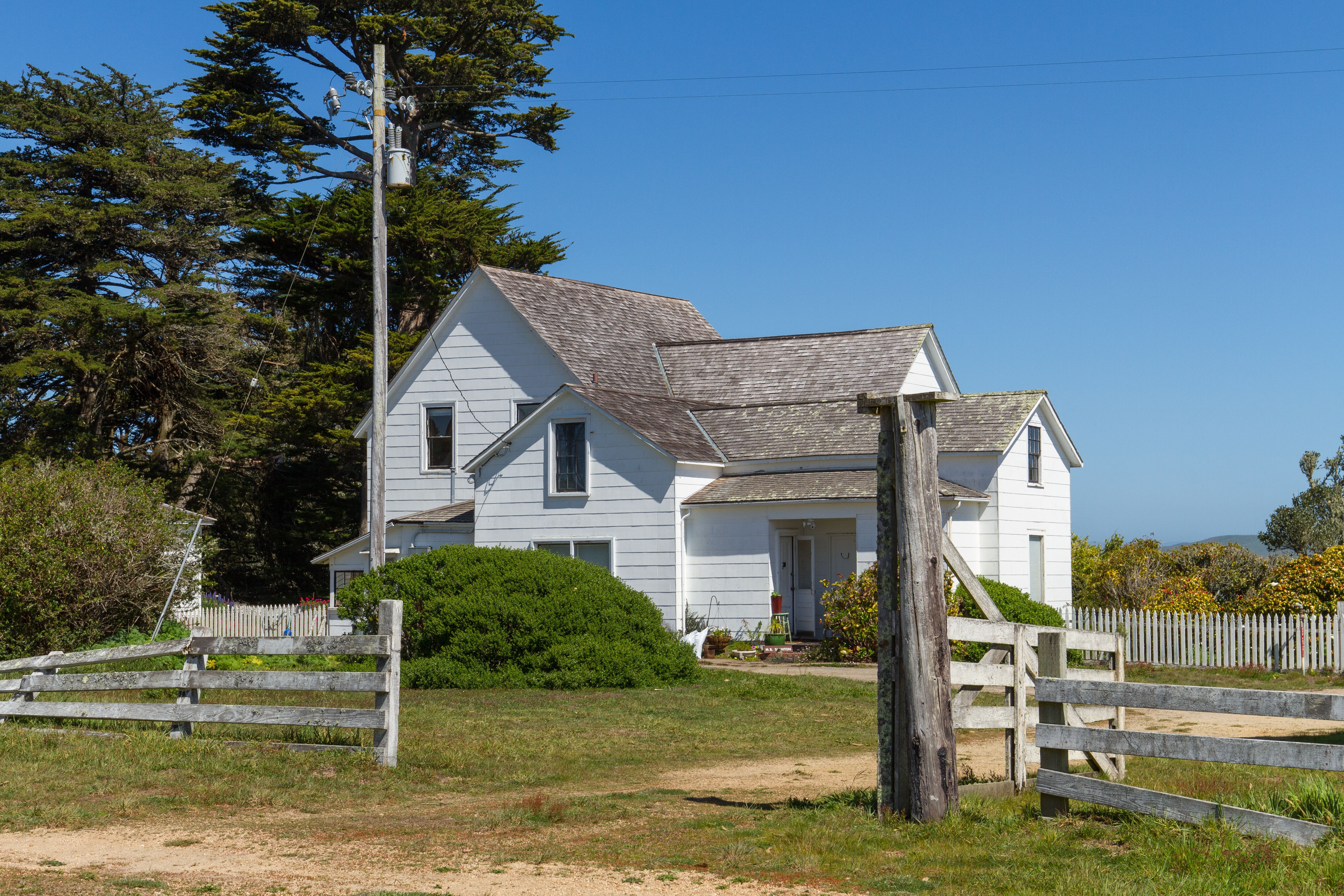
Wohnhaus
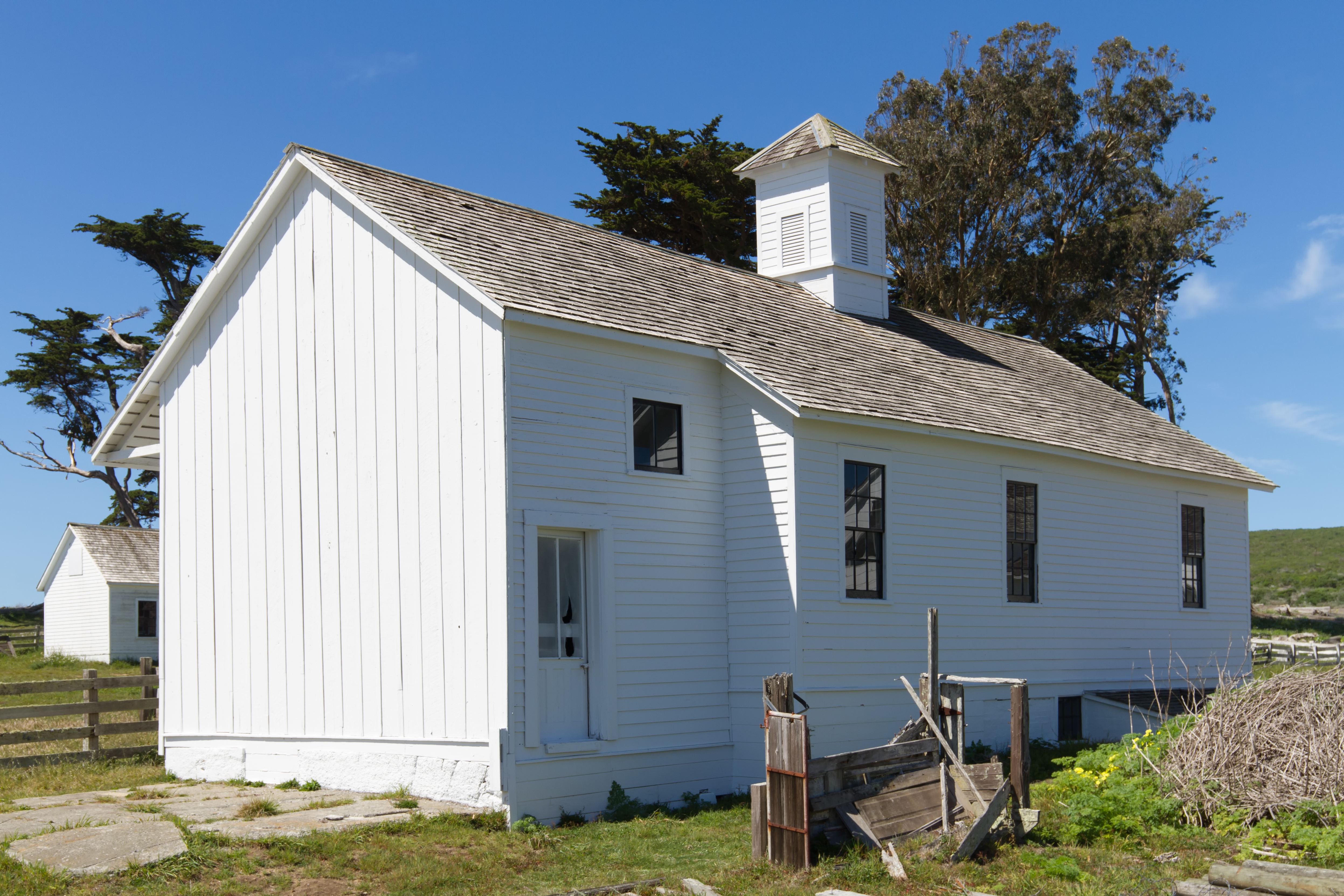
Alte Molkerei
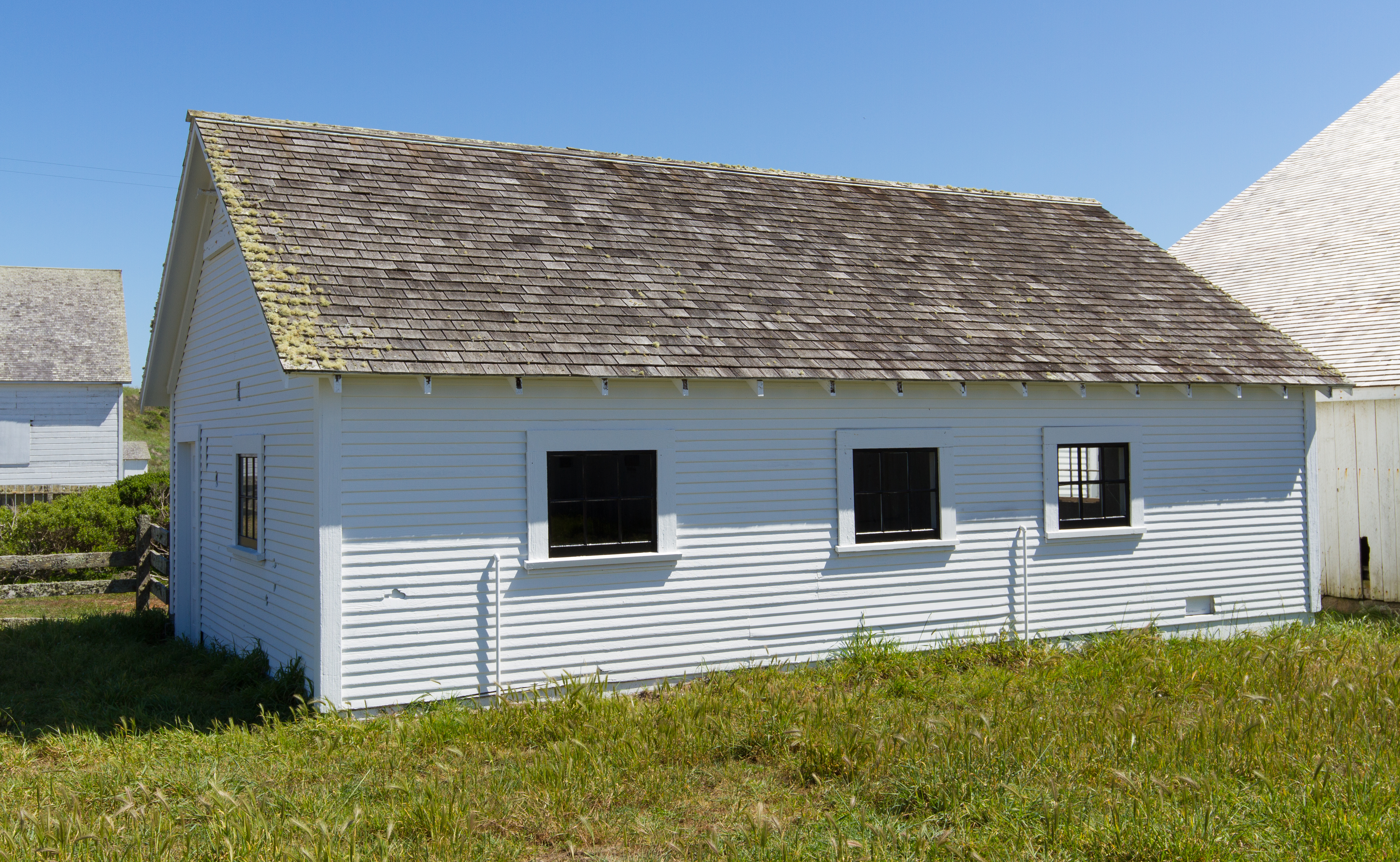
Neue Molkerei